# Vorozhba
Vorozhba (tiếng Ukraina:Ворожба)  là một thành phố nằm trong tỉnh Sumi của Ukraina. Thành phố Vorozhba có diện tích km2, dân số theo điều tra vào năm 2023 là 4000 người. Vorojba nằm bên tả ngạn sông Vir, một chi lưu sông Seïm, cự ly 2 km về phía tây bắc Bilopillia, trung tâm hành chính huyện de Bilopillia và 48 km về phía tây bắc Sumi.
Khu định cư này thành thành phố từ năm 1959. Đây là một điểm giao cắt đường sắt quan trọng, cách thủ đô Kiev 296 km theo đường ray.